# Golden Days
Golden Days (ゴールデン日  Gōruden-bi?) es un manga escrito e ilustrado por Takao Shigeru (Dear Mine y su predecesora Teru Tero x Shonen) publicado por primera vez en Japón en la revista para shojo manga Hana to Yume en 2005, dónde ya ha llegado a su final con ocho tomos que también han sido publicados al español e inglés por parte de sus fanes en internet.
Actualmente no consta de una serie animada, sin embargo la trama, los paisajes y las dulces imágenes hacen de este manga un shōnen-ai, ideal para quienes buscan algo escaso en el género^^.

## Sinopsis
Soma Mitsuya lleva una relación complicada con su madre sobreprotectora. Luego de una situación desatada por su secuestro ya no le permite tocar el violín que le había regalado su abuelo al que aprecia mucho. 
Cuando Mitsuya va a visitar a su abuelo quien se encuentra internado, éste le enseña una fotografía de dos chicos. Mitsuya se reconoce como uno de ellos pero, ¿quien es el otro chico? Entonces su abuelo le confiesa que daría cualquier cosa para volver el tiempo atrás. Su deseo se vuelve realidad, pero es Mitsuya quien regresa en el tiempo tomando el lugar de su abuelo. 
Lo primero que ve al abrir los ojos es la figura del chico de la foto, pero ¿qué tan importante es ese chico para su abuelo?

## Personajes
- Soma Mitsuya(相馬 光也)

Fecha de nacimiento: 29 de noviembre
Tipo de sangre: B
Es un estudiante de secundaria, cuyo pelo negro se extiende hasta los hombros. Fue secuestrado cuando tenía dos años y debido a eso, su madre se volvió sobreprotectora con él. Le gusta tocar el violín que le regaló su abuela. Es terco y obstinado pero de buen corazón. Dice que fue enviado por su abuelo para ayudar a Jin.
- Jin Kasuga (春日 仁)

Fecha de nacimiento: 13 de septiembre
Tipo de sangre: O
Es un joven de ojos verdes, que usa lentes. Fue amigo de la infancia de Yoshimitsu. Cuando ve a Mitsuya (quien ha viajado en el tiempo) lo confunde con él, puesto que ambos tienen un enorme parecido. Esta profundamente enamorado de Yoshimitsu lo cual varias veces se le insinúa a Mitsuya. Su familia se ocupó de los hermanos Soma después de que los padres de ellos murieran en un accidente de auto.
- Soma Yoshimitsu (相馬 慶光)

Fecha de nacimiento: 15 de mayo
Tipo de sangre: AB
Es el abuelo de Mitsuya. Está internado en el hospital, y es precisamente cuando está siendo operado que su nieto es transportado a la era Taishō. Hermano de Yuriko. Dado que sus padres murieron en un accidente automovilístico cuando él tenía tres años de edad, la familia Kasuga se hizo cargo de él y Yuriko, acogiéndolos en su casa. Tiene un pasado con Jin.
- Soma Yuriko (相馬 百合子)

Fecha de nacimiento: 16 de agosto
Tipo de sangre: B
Es la hermana mayor de Yoshimitsu, tiene 18 años, de pelo largo y negro.
- Kasuga Aiko (春日 亜伊子)

Fecha de nacimiento: 3 de marzo
Tipo de sangre: O
Es la hermana menor de Jin. Tiene 12 años. Si bien, su apariencia es de cabello rizado. Se viste como niño.
- Soma Kai (相馬 慶)

Fecha de nacimiento: 6 de febrero
Tipo de sangre: A
No se presenta mucho. Es primo de Mitsuya. Sus brazos están tatuados desde el hombro hasta el codo. Él también viaja en el tiempo. Es el encargado de un negocio llamado Golden Star. Debido a que es más cercano a Mitsuya, Jin le tiene celos.
- Harazawa

Chofer de la familia Kasuga.